# إديث سيغانا
إديث سيغانا (ولدت في 15 فبراير 1968) هي رياضية من إيطاليا. تتنافس في السباق الثلاثي.
نافست سيغانا في أول سباق ثلاثي أولمبي في دورة الألعاب الأولمبية الصيفية لعام 2000. احتلت المركز السابع والعشرين بزمن إجمالي قدره 2:07:06.81.